# Cleopatra VI

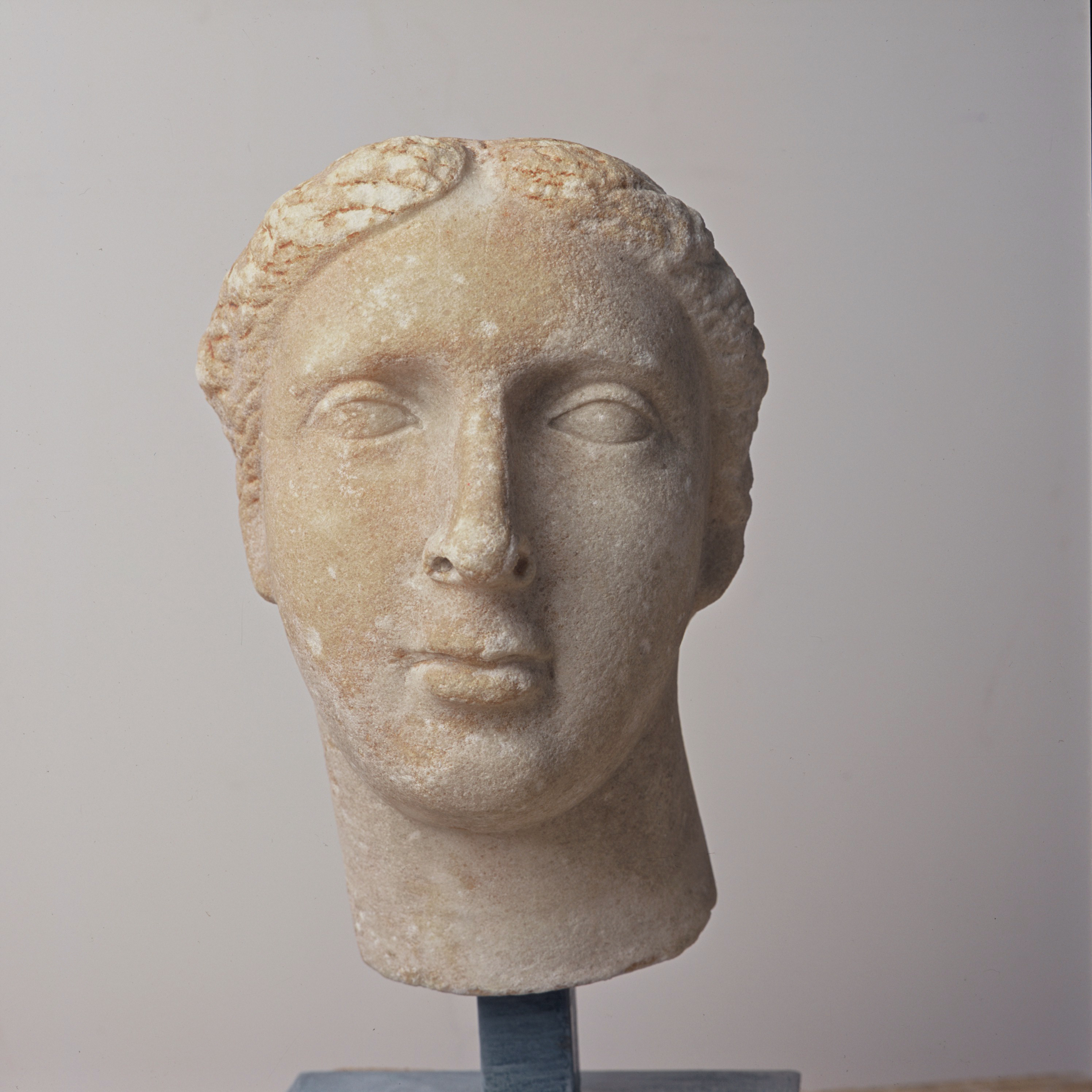
Posible escultura de Cleopatra V Trifena (también conocida como Cleopatra VI), del Bajo Egipto, siglo I a. C.

Cleopatra VI Trifena (en griego antiguo: Κλεοπάτρα Τρύφαινα) fue una reina de la dinastía ptolemaica del antiguo Egipto. Algunos autores creen que Cleopatra V y Cleopatra VI podrían ser la misma persona.
Puede haber al menos dos, o quizás tres mujeres de esta dinastía llamadas ‘Cleopatra Trifena’:
Trifena, hija de Ptolomeo VIII Fiscón y Cleopatra III
Trifena era hermana de Ptolomeo IX Látiro, Ptolomeo X Alejandro I, Cleopatra IV y Cleopatra Selene I. Si esta Trifena también llevaba el nombre de ‘Cleopatra’, no ha sido confirmado. Puede haber nacido a principios del 140 o 141 a. C. Se casó con Antíoco VIII Gripo, rey de Siria, en 124 a. C., con el que tuvo cinco hijos varones, Seleuco VI Epífanes, los gemelos Antíoco XI Epífanes y Filipo I Filadelfo, Demetrio III Eucarios y Antíoco XII Dioniso y una hija, Laódice VII Tea. Trifena fue asesinada en Antioquía (en griego antiguo: Αντιόχεια), capital de Siria, por Antíoco IX Ciciceno como venganza por la muerte de su propia esposa (Cleopatra IV) por orden de su hermana Trifena en 111 a. C.
Cleopatra V Trifena, esposa de Ptolomeo XII Auletes
Cleopatra V Trifena fue reina de Egipto hasta su misteriosa desaparición de los registros en el 69 a. C. Si, como creen algunos expertos, su desaparición es atribuible a su muerte, entonces hay que suponer que tuvo una hija también llamada ‘Cleopatra Trifena’.
Cleopatra Trifena, hija de Cleopatra V y Ptolomeo XII Auletes
Es conocida como ‘Cleopatra VI Trifena’ por algunos historiadores modernos y habría sido una hermana mayor de la famosa Cleopatra VII; de ser así, su año de nacimiento sería el 75 a. C. El único caso en el que se la menciona en fuentes históricas es a través de Porfirio, quien relata que cuando Ptolomeo XII huyó a Roma para evitar un levantamiento en Alejandría contra él (en el 58 a. C.), Berenice IV tomó el control del Egipto ptolemaico y gobernó al lado de su hermana, Cleopatra Trifena. Estrabón, sin embargo, en su Geografía afirma que Ptolomeo tenía tres hijas, de las cuales sólo la mayor (Berenice) era legítima. Esto hace pensar que la Cleopatra Trifena a la que se refiere Porfirio puede haber sido la esposa de Ptolomeo, no su hija.  Algunos expertos en la actualidad identifican a Cleopatra VI con Cleopatra V Trifena, la esposa de Ptolomeo.